# Vretagymnasiet

 Vretagymnasiet är ett av Sveriges största naturbruksgymnasier (ca 500 studerande) med utbildningar inom naturbruksprogrammet med inriktningarna jordbruk, skogsbruk, hästhållning, transport, maskin och djur. Huvudman för skolan är Region Östergötland.
På skolan finns en omfattande vuxenutbildning i huvudsak yrkeshögskoleutbildningar.
Skolan låg tidigare i tätorten Berg, vid Vreta kloster och Göta kanal, men har i omgångar flyttat till ett nytt läge strax söder om Ljungsbro. År 2011 invigdes ett nytt skolhus och nya bostäder för elever.